# Ту-124
Ту-124 (за кодифікацією НАТО: Cookpot — «Каструля») — радянський пасажирський літак для авіаліній малої протяжності, що вміщає до 56 пасажирів. Ту-124 фактично є зменшеною копією раніше розробленого Ту-104: обидва вони схожі зовні, але розрізняються розміром, а також конструктивним виконанням деяких агрегатів. 
На Ту-124 вперше у світі для пасажирських літаків застосовані турбовентиляторні двигуни, що відрізняються від раніше застосовуваних ТРД підвищеною економічністю. Цей літак був розроблений з метою замінити застарілий гвинтовий Іл-14 на місцевих маршрутах, але був швидко замінений у серійному виробництві  успішнішою глибокою модифікацією — Ту-134 (початкове найменування — Ту-124А), зі зниженим шумом у пасажирському салоні завдяки перенесенню двигунів з кореня крила на хвостову частину фюзеляжу.

## Аварії та катастрофи
Всього за роки експлуатації було втрачено 15 літаків типу Ту-124, що склало 9 % від випущених літаків — вдвічі нижче, ніж у Ту-104. Міцна та надійна конструкція часто допомагала рятувати життя пасажирів у випадках вимушених посадок, найвідоміший випадок з таких — коли Ту-124 з вимкненими двигунами (скінчилося пальне) вдалося приводнитися на Неву в центрі Ленінграда, причому ніхто не загинув. 